# 瓦西尔·康斯坦丁诺夫·塔涅夫

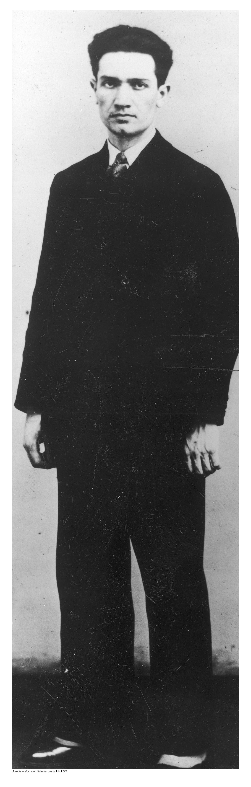
瓦西尔·康斯坦丁诺夫·塔涅夫

瓦西尔·康斯坦丁诺夫·塔涅夫（1897年11月21日—1941年10月9日）是保加利亚共产党和共产国际劳工运动的领导人。1933年因国会纵火案与季米特洛夫、布拉戈伊·谢苗诺维奇·波波夫等人接受审判，后宣判无罪。